# Frederik Wilhelm Stabell
Frederik Wilhelm Bruenech Stabell, född den 25 maj 1763 i Hole (Ringerike), död den 2 juni 1836 i Kristiania, var en norsk general, adjutant och Serafimerriddare.

## Biografi
Stabell deltog som löjtnant 1788 i fälttåget mot Sverige och 1802 som kapten i den av Wilhelm Jürgensen ledda expeditionen mot de upproriska lærdølerne i Nordre Bergenhus amt. I 1808-09 års krig anförde han som major de lätta trupperna av brigaden Staffeldt i Solør och utmärkte sig i träffningarna vid Trangen och Jaren, varefter han 1809-10 var kommendant i Kongsvinger. Som överstelöjtnant sedan 1811 vid akershusiska skarpskytteregementet representerade han detta 1814 i riksförsamlingen på Eidsvold, där han tillhörde Wedel-Jarlsbergs för en förening med Sverige intresserade parti. Under 1814 års fälttåg förde Stabell befälet över försvarstruppernas högra flygel (2 000 man), som skulle utgöra betäckning för gränsen mellan Enningdalen och Krokfossen, varigenom han kom att ta emot det första anfallet öster om Glommen och senare att skydda brigaderna Staffeldts och Hegermanns reträtt. Därunder ledde han träffningarna vid Kjolen, Rakkestadelven och Trögstads kyrka. Efter fredsslutet blev Stabell adjutant hos kronprinsen, 1815 chef för generalstaben och 1829 kommenderande general samt fick 1833 generals grad.

### Övrigt arbete
- Ledamot av Kungliga Krigsvetenskapsakademien från 1820.

## Utmärkelser
- Riddare av Dannebrogorden - 1808[1]
- Riddare av Svärdsorden i briljanter - 1814 [1]
- Kommendör av Svärdsorden - 1815 [1]
- Kommendör med stora korset av Svärdsorden - 1823[1]
- Riddare och Kommendör av Kungl. Maj:ts Orden (Serafimerorden) - 1835[1]